# Richard Keynes
Richard Darwin Keynes (Inglaterra, 14 de agosto de 1919 – Cambridge, 12 de junho de 2010) foi um fisiologista inglês.
Bisneto de Charles Darwin, ele foi um dos editores dos trabalhos do bisavô. Keynes editou os relatos e ilustrações de seu avô da famosa viagem de Darwin a bordo do HMS Beagle para o "Registro do Beagle: Seleções dos Registros Pictóricos Originais e Relatos Escritos da Viagem do HMS Beagle", que recebeu elogios do New York Review of Books e The New York Times Book Review.

## Biografia
Keynes nasceu na Inglaterra em 1919. Era o filho mais velho de Geoffrey Keynes e sua esposa Margaret Elizabeth (nascida Darwin), filha de George Darwin. Foi educado na Oundle School antes de ingressar no Trinity College, em Cambridge. Em 1945, casou-se com Anne Pinsent Adrian, filha de Edgar Adrian e sua esposa Hester (nascida Pinsent). Tiveram quatro filhos: Adrian (1946–1974), Randal Keynes (nascido em 1948), Roger Keynes (nascido em 1951) e Simon Keynes (nascido em 1952).
Durante a guerra, Keynes serviu como oficial experimental temporário no Anti-Submarine Establishment and Admiralty Signals Establishment (1940–45), retornando a Cambridge após a guerra para concluir seu diploma (1ª Classe, Natural Science Tripos Parte II, 1946). Keynes permaneceu no Trinity College como Research Fellow entre 1948 e 1952, ganhando o Gedge Prize em 1948 e o Rolleston Memorial Prize em 1950. Sua carreira em Cambridge incluiu: demonstrador em Fisiologia (1949-53); Conferencista (1953-1960); Fellow of Peterhouse (1952–60, e honorary Fellow, 1989); Chefe do Departamento de Fisiologia e primeiro Diretor Adjunto (1960-1964), depois Diretor (1965-1973); Diretor do ARC Institute of Animal Physiology (1965-1972); Professor de fisiologia (1973-1987); Membro do Churchill College, desde 1961.
Fora de Cambridge, os cargos de Keynes incluíram: Secretário-Geral da União Internacional para Biofísica Pura e Aplicada (1972-1978), então Vice-Presidente (1978-1981) e Presidente (1981-1984); presidente da International Cell Research Organization (1981–83) e da ICSU / Unesco International Biosciences Networks (1982–93); Presidente da European Federation of Physiological Societies (1991); um vice-presidente da Royal Society (1965-1968); Conferencista Croonian (1983); Membro do Eton College (1963-1978); membro estrangeiro da Royal Danish Academy (1971), American Philosophical Society (1977), American Academy of Arts and Sciences (1978) e American Physiological Society (1994).

## Morte
Keynes morreu em sua casa, em Cambridge, em 12 de junho de 2010, aos 90 anos.

## Obras
- Keynes, R., ed. (1979). The Beagle Record: Selections From the Original Pictorial Records and Written Accounts of the Voyage of the H.M.S. Beagle. Cambridge: Cambridge University Press. ISBN 978-0-521-21822-1.
- Keynes, R. & Aidley, David J. (2001). Nerve and Muscle. Cambridge: Cambridge University Press. ISBN 978-0-521-80584-1.
- Bolis, C.; Keynes, R. D. & Maddrell, Simon Hugh Piper (1984). Comparative Physiology of Sensory Systems. Cambridge: Cambridge University Press. ISBN 978-0-521-25002-3.
- Keynes, R., ed. (2000). Charles Darwin's Zoology Notes and Specimen Lists from H. M. S. Beagle. Cambridge: Cambridge University Press. ISBN 978-0-521-67350-1.